# 98 î.Hr.

## Nașteri
- dată necunoscută: Titus Labienus  (d. 45 î.Hr.)